# La Ravoire
La Ravoire är en kommun i departementet Savoie i regionen Auvergne-Rhône-Alpes i sydöstra Frankrike. Kommunen ligger i kantonen La Ravoire som tillhör arrondissementet Chambéry. År 2022 hade La Ravoire 9 154 invånare.

## Befolkningsutveckling
Antalet invånare i kommunen La Ravoire
| Referens: INSEE |